# Mare de Déu dels Trenta-Tres Orientals

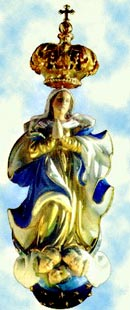
Mare de Déu dels Trenta-Tres Orientals.

La Mare de Déu dels Trenta-Tres Orientals (en castellà, Virgen de los Treinta y Tres Orientales), o Mare de Déu dels Trenta-Tres, és la santa patrona de l'Uruguai.
La imatge és una petita talla de fusta d'origen guaraní que data del segle xviii. Es venera a la catedral basílica de la ciutat de Florida; situada originalment en una localitat denominada Villa Vieja (abans, Villa del Pintado). Una rèplica es venera a més a l'Església Matriu de Montevideo.
Davant d'ella, el 1825 els Trenta-Tres Orientals dirigits per Juan Antonio Lavalleja van jurar alliberar a la pàtria o morir en la demanda.